# Robert Austen
Robert Austen (3 de agosto de 1642 - 22 de agosto de 1696) foi um político inglês que se sentou na Câmara dos Comuns em dois períodos entre 1666 e 1696.
Austen era filho de Sir Robert Austen, 1º Baronete e de sua segunda esposa. Ele foi educado em Gray's Inn e foi um coronel da milícia.
Austen foi eleito membro do Parlamento por Winchelsea em 4 de outubro de 1666 e ocupou a cadeira até 1681. Em 1668 foi vice-prefeito de Winchelsea e presidente dos Cinque Ports no tribunal de Guestling.
Austen retomou a sua posição em Winchelsea em 17 de janeiro de 1689 e manteve-a até à sua morte aos 54 anos em 1696. Ele foi Lorde do Almirantado e Comissário das Contas Públicas a partir de 1691 e Comissário do Hospital Greenwich a partir de 1695.
Austen casou-se com Judith Freke, filha de Ralph Freke de Hannington Wiltshire em setembro de 1669.